# Lathraea squamaria
Lathraea squamaria là loài thực vật có hoa thuộc họ Cỏ chổi. Loài này được L. mô tả khoa học đầu tiên năm 1753. Loài này phân bố rộng rãi ở châu Âu và cũng xảy ra ở Thổ Nhĩ Kỳ.
Loài này sống ký sinh trên rễ cây phỉ và tống quán sủ, đôi khi trên cây sồi, ở những nơi râm mát như các hàng rào. Nó bao gồm một thân ngầm màu trắng phân nhánh được bao phủ chặt chẽ với những chiếc lá dày, thịt, không màu, uốn cong để ẩn dưới bề mặt; khoang không đều giao tiếp với bên ngoài được hình thành trong độ dày của lá.
Các phần duy nhất xuất hiện trên mặt đất vào tháng Tư đến tháng Năm là những chồi mang hoa ngắn, mang một cành hoa màu tím xỉn hai môi. Các vảy đại diện cho lá cũng tiết ra nước, thoát ra và làm mềm mặt đất xung quanh cây. Ở bên ngoài, chúng ngay lập tức tiết lộ tính chất dị dưỡng của bằng cách thiếu chất diệp lục và giảm diện tích lá.

## Hình ảnh

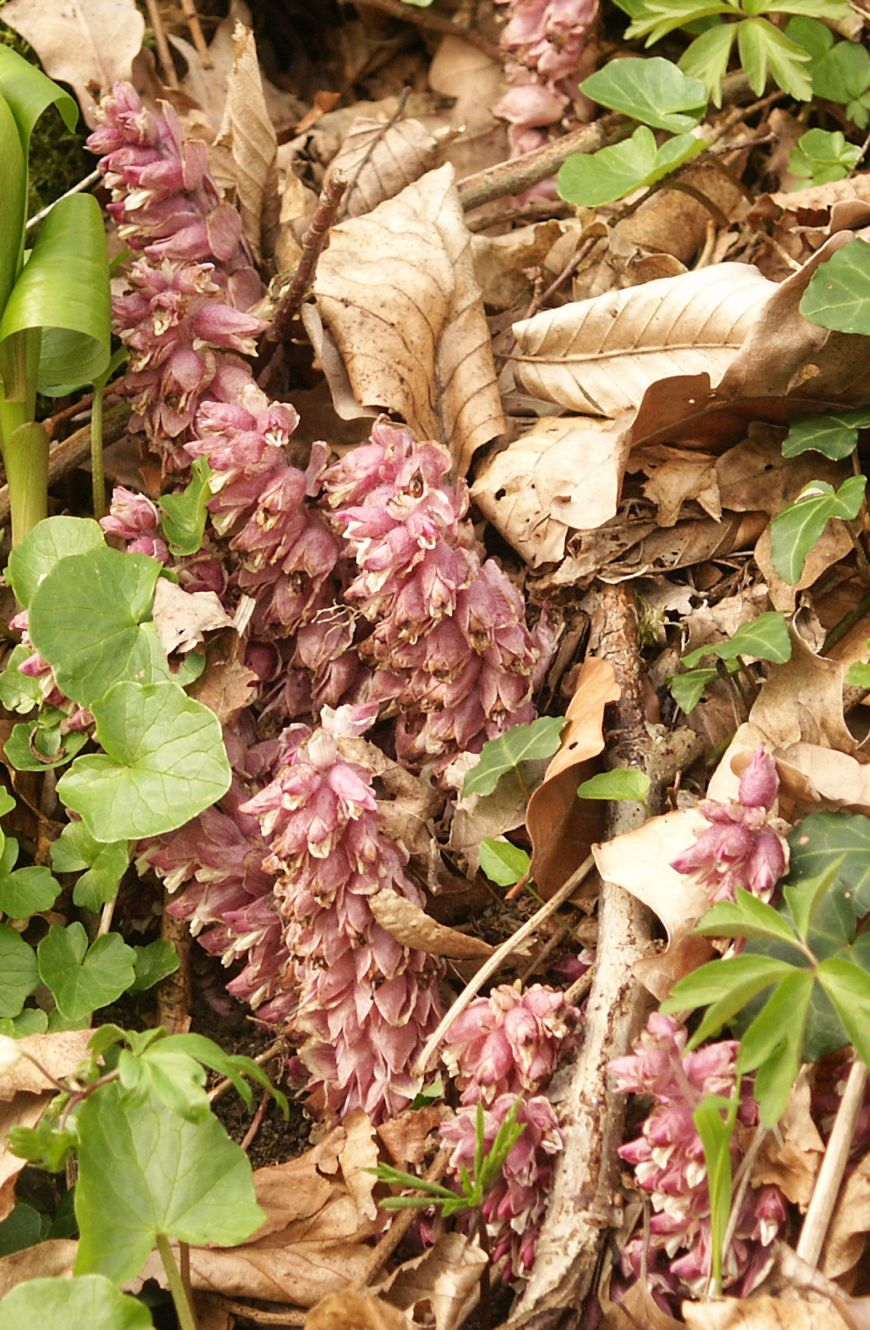
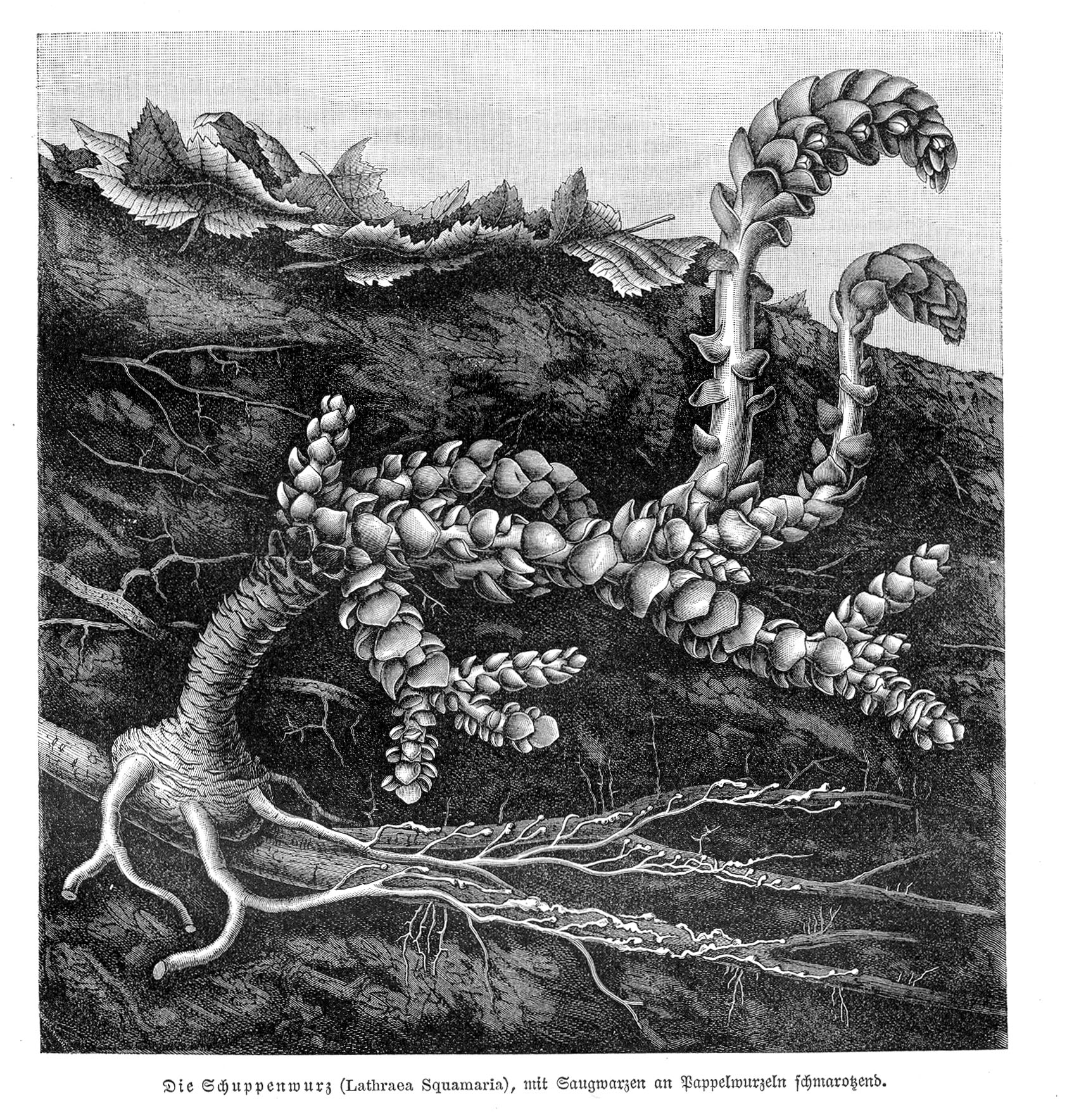
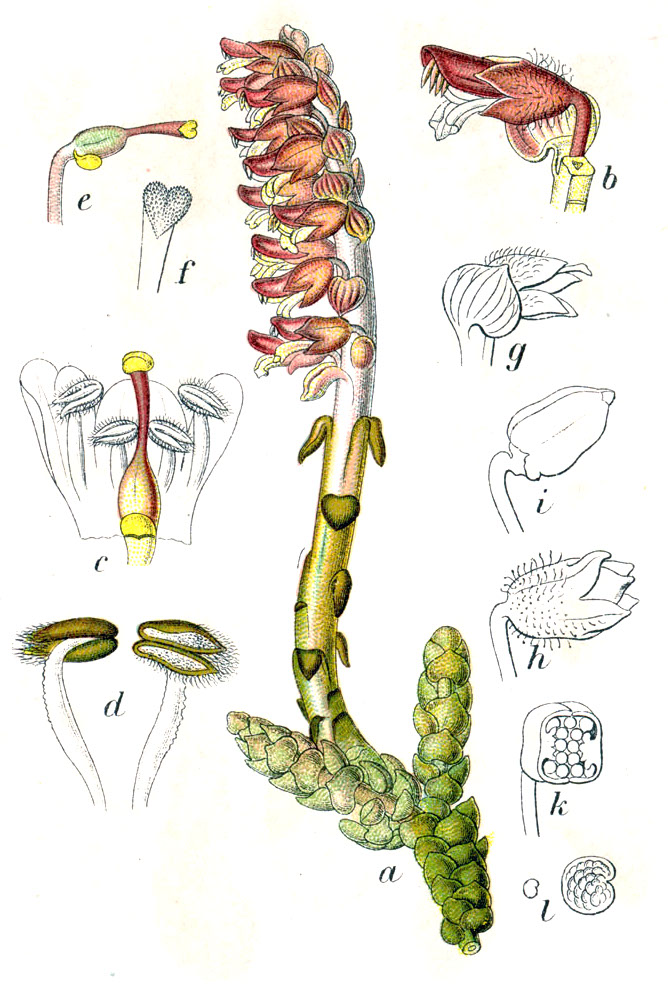
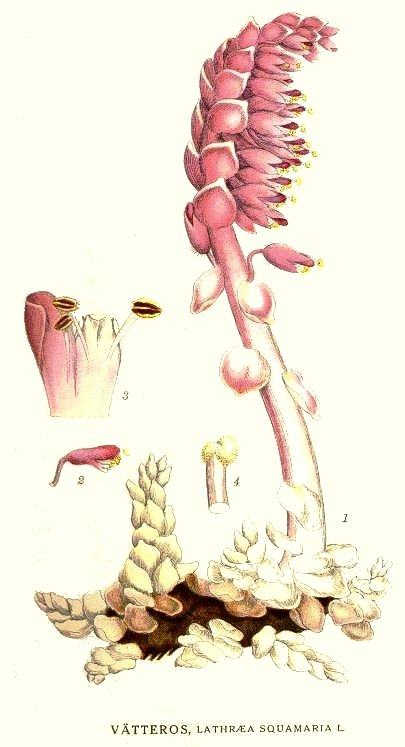